# Sedum stefco
Sedum stefco là một loài thực vật có hoa trong họ Crassulaceae. Loài này được Stef. miêu tả khoa học đầu tiên năm 1946.

## Mô tả
Sedum stefco là loại thực vật có lá cây mọng nước (tương tự như sen đá). Cây thường sống lan trên mặt đất. Tán lá màu xanh, kết hợp màu đỏ ở đầu lá. Hoa màu trắng và thường nở vào mùa xuân.
Đây là loài cây ưa nắng, tưới ít nước, chịu hạn tốt. Chúng phát triển tốt trên đất thoát nước tốt, có nhiều sạn và đá.